# ريتشارد دبليو. فيشر
ريتشارد دبليو. فيشر (بالإنجليزية: Richard W. Fisher) هو شخصية أعمال وسياسي أمريكي، ولد في 1949 في لوس أنجلوس في الولايات المتحدة. حزبياً، نشط في الحزب الديمقراطي.

## روابط خارجية
- ريتشارد دبليو. فيشر على موقع IMDb (الإنجليزية)
- ريتشارد دبليو. فيشر على موقع إن إن دي بي (الإنجليزية)